# Abobo's Big Adventure
Abobo's Big Adventure est un jeu flash freeware parodique. Inspiré par plusieurs jeux vidéo sortis sur la Nintendo Entertainment System, le jeu met en scène Abobo, un boss issu de la franchise Double Dragon, parcourant les mondes de plusieurs jeux différents pour sauver son fils. Écrit par Roger Barr (le fondateur de I-mockery.com), programmé par Nick Pasto (alias PestoForce), avec de l'art et de l'animation par PoxPower, Abobo's Big Adventure fut sorti en janvier 2012 et reçut un accueil positif.

## Jouabilité et synopsis
L'objectif du joueur dans Abobo's Big Adventure est de parcourir les différents niveaux du jeu en utilisant le personnage d'Abobo de Double Dragon. Le jeu en lui-même est divisé en plusieurs sous-jeux qui se suivent l'un l'autre, chacun étant un hommage à un jeu en particulier « Double Drabobo », « Super Mabobo », « Urban Chabobo », « Zeld Abobo », « Balloon Abobo », « Pro Wrabobo », « Mega Mabobo/Megabobo », « Contrabobo », et « Punch Abobo ». Chaque jeu utilise les flèches directionnelles pour contrôler le personnage, tandis que les touches 'A' et 'S' activent des fonctions en lien avec le sous-jeu en particulier, tels que donner des coups de poing et donner des coups de pied, respectivement. Abobo a une jauge de rage qui augmente quand il frappe des ennemis et qui diminue quand il est touché; lorsque la jauge est remplie, le joueur peut appuyer sur 'A' et 'S' en même temps pour effectuer une attaque spéciale qui détruit ou inflige beaucoup de dégâts à tous les ennemis présents sur l'écran. À l'exception du niveau « Contra Bobo », chaque niveau se joue seul.
Le synopsis du jeu tourne autour du fils d'Abobo, Aboboy, qui est kidnappé dans la cinématique du début (un clin d'œil au début de Double Dragon). Les niveaux sont principalement linéaires, mettant en vedette plusieurs références à d'autres propriétés de la Nintendo Entertainment System avec leurs ennemis et leurs calques. Avant le niveau final, Abobo rencontre Jerome « Doc » Louis, issu de la franchise Punch-Out!!. Doc révèle que le vrai méchant est son ancien élève, Little Mac, qui est devenu fou de pouvoir après avoir remporté le championnat. Abobo vainc Little Mac dans un match de boxe, le décapite avec le Power Glove, et sauve Aboboy. Alors que la foule applaudit la paire maintenant réunie, ceux-ci descendent soudainement du ring et commencent à assassiner toutes les personnes qui sont à leur portée. Il s'avère que les évènements du jeu n'étaient qu'un rêve d'Abobo, une référence à la fin de Super Mario Bros. 2.

## Développement

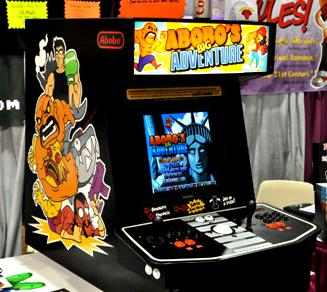
Les contrôles de la borne d'arcade furent conçus pour ressembler à une manette NES, tandis qu'un trackball servait de souris.

Le développement du jeu fut commencé en 2002 par le fondateur d'I-Mockery Roger Barr, qui voulait en faire son premier jeu flash longue durée et qui mettait en vedette son personnage NES préféré, Abobo. Travaillant avec un programmeur surnommé « Bane », ils mirent en place plusieurs niveaux précoces. Cependant, le jeu fut retardé par plusieurs projets parallèles, dont un jeu ayant un concept similaire intitulé « Domo-Kun's Angry Smashfest ». Il est revenu plus tard au jeu avec l'aide des développeurs Nick Pasto de PestoForce et « Pox » de The Pox Box. Après avoir tracé le scénario, il décida de recommencer le projet du début en 2006 en raison d'insatisfaction avec le travail précoce et au sentiment que la programmation initiale déviait trop de la sensation d'une NES actuelle,,.
Le développement des niveaux fut effectué en jouant à des jeux NES et en prenant des notes sur quels personnages ils désiraient inclure et où. Au lieu d'avoir seulement un groupe d'ennemis issus d'un même jeu à chaque niveau, ce groupe agirait plutôt en tant qu'hommage à la console en elle-même et contiendrait une variété d'ennemis. Lors du développement, les développeurs créèrent également de petits projets dans le but de rester motivés et de satisfaire des obligations financières. En 2009, les trois premiers niveaux du jeu furent complétés et révélés à la San Diego Comic-Con, jouables avec une manette NES. Avec le jeu bien accueilli, ils continuèrent le travail, utilisant des commentaires du test pour réparer des bogues et des problèmes, et en 2010, ils présentèrent le jeu à la Comic-con d'après dans un cabinet d'arcade free-to-play, avec des illustrations de Jeff Bandelin de Newgrounds.
Bien que la sortie du jeu aie été largement retardée en 2011, ils eurent l'intention de le distribuer fin décembre. En septembre de la même année, Barr prit le jeu avec lui dans une tournée d'humour où il était invité avec Keith Apicary, le présentant à plusieurs arcades et magasins de jeux. Une bande-annonce officielle suivit peu après, et en réponse à de nombreux dons qu'ils avaient reçus, ils commencèrent à travailler sur un jeu plus petit intitulé « Aboboy's Small Adventure », qui était destiné à quiconque avait fait un don, bien que cela repoussait la date de sortie du projet complété à plus loin. Le 11 janvier 2012, le jeu fut sorti sur Newgrounds.com, avec l'ajout d'un tutoriel expliquant comment jouer au jeu avec une manette NES. Une version téléchargeable du jeu fut également distribuée, tandis que l'équipe planifia de continuer à présenter la borne d'arcade à plusieurs conventions.

## Accueil
Le jeu fut accueilli de manière positive à sa sortie. Abobo's Big Adventure gagna le prix du « Jeu de l'année » de Newgrounds en 2012. GameSpy applaudit leur travail, le nommant la « mère de tous les jeux vidéo flash hommage 8-bit ». Le magazine mexicain Cine Premiere le trouva amusant, et que c'était une bonne manière de faire revivre la nostalgie des jeux 8 bit et 16 bit. GameZone le décrivit comme étant « une partie parodie et une partie hommage » pour la NES, et trouva son histoire « pas mielleuse. À la place, elle est dure à cuire. » Eurogamer.it le qualifia de« sérieux concurrent pour [être le jeu de l'année] 2012 » et « [d']hommage final à la NES », le décrivant comme étant à la fois bien fait et très difficile. Adam Smith de Rock, Paper, Shotgun déclara que bien que la combinaison de plusieurs styles de sprites serait réminiscent de plusieurs webcomics, le jeu fut créé avec les influences d'origines en tête, pas uniquement avec les personnages. Il ajouta ensuite que c'était « une série de petits jeux bien conçus qui réussit le plus souvent à capturer les plaisirs des originaux ». Wired le qualifia de « parodie 8-bit bien faite », l'applaudissant pour sa déviance de titres similaires en offrant plus que des graphismes et des sons simplifiés, et que « l'intrépidité avec laquelle le jeu se moque de ces héros séculaires dépeint un amour presque tangible pour eux en même temps ». Les éditeurs de 1UP.com, Jeremy Parish et Bob Mackey, ont également applaudi tous les deux le jeu, avec Parish se demandant si le jeu a brouillé la ligne entre « la parodie et l'appropriation [...] vous pourriez faire valoir que c'est une expression Dadaïste », tandis que Mackey affirme qu'il sentait toujours que c'était de la parodie, mais que les contrôles pour chaque aspect du jeu ont été reproduits de manière exacte. GameSpot applaudit le jeu en disant : « C'est un travail d'amour qui est bondé d'une quantité stupéfiante de références parfaites aux jeux NES. [Ce jeu] ne fait pas que dupliquer les sprites, les environnements, et la musique de tant de jeux NES; ça capture également la jouabilité simple mais stimulante des jeux imités. » Yoshihisa Kishimoto, créateur de Double Dragon, affirma dans une interview de Polygon qu'il soutenait et adorait le jeu.